# Камбрија (Калифорнија)
Камбрија (енгл. Cambria) насељено је место без административног статуса у америчкој савезној држави Калифорнија.

## Демографија
По попису из 2010. године број становника је 6.032, што је 200 (-3,2%) становника мање него 2000. године.
| Група             | 2000.         | 2010.         |
| Белци             | 5.153 (82,7%) | 4.627 (76,7%) |
| Афроамериканци    | 22 (0,4%)     | 18 (0,3%)     |
| Азијати           | 72 (1,2%)     | 78 (1,3%)     |
| Хиспаноамериканци | 874 (14,0%)   | 1.187 (19,7%) |
| Укупно            | 6.232         | 6.032         |